# Plabutschtunnel
Der zirka 10 km lange (Oströhre 9.919 m, Weströhre 10.085 m) Plabutschtunnel, der durch die Hügelkette des Buchkogel und Plabutsch am westlichen Stadtrand von Graz führt, ist ein Teilstück der österreichischen Pyhrn Autobahn A9, die sich auf einer Länge von 230 Kilometern vom Knoten Voralpenkreuz (Sattledt, Oberösterreich) über Graz bis nach Spielfeld (Steiermark) an der Grenze zu Slowenien erstreckt. Der Tunnel führt vom Knoten Graz-Webling im Süden von Graz nach Raach im Norden der Stadt.
Der Tunnel entlastete die alte Gastarbeiterroute, die die Balkanstaaten mit Mitteleuropa verband und mangels Alternativen direkt durch Graz verlief.

## Geschichte und Bau
Die ursprünglich geplante Trassenführung der A9 sollte am Rande der Hügelkette durch den Westen von Graz führen. Die sogenannte „Eggenberger Trasse“ mitten durch den Grazer Bezirk Eggenberg stieß auf heftigen Widerstand, zumal schon damals das Verkehrsaufkommen beträchtlich war. Der an sich populäre, mit absoluter Mehrheit ausgestattete Bürgermeister Gustav Scherbaum (SPÖ) verlor die Grazer Gemeinderatswahl vom 25. Februar 1973, weil er die Unterschriftenlisten der Bürgerinitiative für ein Volksbegehren in großem Stil überprüfen ließ. Die Grazer FPÖ und ÖVP hatten sich hingegen den Anliegen der Bürgerinitiative angeschlossen. 1975 wurde eine Volksbefragung über drei Varianten durchgeführt. Der Verkehrslandesrat (und spätere Landeshauptmann) Josef Krainer (ÖVP) sprach sich für die Tunnelvariante bis Webling aus, wie auch 62 % der Grazer bei 35 % Beteiligung. In der Folge kam es zur Bildung einer ÖVP-FPÖ-Koalition auf kommunaler Ebene und zur Fixierung der Trasse durch den Plabutsch. Baubeginn war am 4. August 1980.
Der Tunnel wurde zunächst mit nur einer zweispurigen Röhre, der Oströhre, errichtet und am 27. Juni 1987 eröffnet.
Eine Trassenführung der A9 durch Siedlungsgebiet in Graz-Eggenberg wie ursprünglich geplant, hätte auch eine Entlastung des städtischen Zielverkehrs mit sich gebracht, insbesondere des stark durch Pendler belasteten Eggenberger Gürtels und der Kärntnerstraße. Da der vorhandene Plabutschtunnel außer den beiden Tunnelportalen über keine regulären Zu- u. Abfahrten verfügt, steht er für Zielverkehr nach Graz-Mitte nicht zur Verfügung.
Rund 20 Jahre nach der ersten wurde der Bau der zweiten Tunnelröhre in Angriff genommen. Die ersten Planungen für die Errichtung der Plabutschtunnel-Weströhre begannen 1996. Der Spatenstich erfolgte am 19. Juli 1999. Nach viereinhalb Jahren Bauzeit wurde die Weströhre am 30. Jänner 2004 für den Verkehr freigegeben. Die um rund 16 Jahre länger in Betrieb stehende Oströhre wurde im Zeitraum vom Februar bis November 2004 auf den sicherheitstechnischen Stand der neuen Weströhre gebracht.
Der Tunnel kann seit 17. Dezember 2004 zweiröhrig mit jeweils zwei Fahrspuren benutzt werden. Er ist der zweitlängste Doppelröhren-Tunnel Europas (nach dem Gran-Sasso-Tunnel in Italien). 2004 rollten täglich rund 23.000 Fahrzeuge durch den Tunnel. Nach Inbetriebnahme des zweiröhrigen Plabutschtunnels befahren ihn täglich rund 30.000, an Spitzentagen bis zu 41.000 Fahrzeuge.

### Sanierung 2017–2019

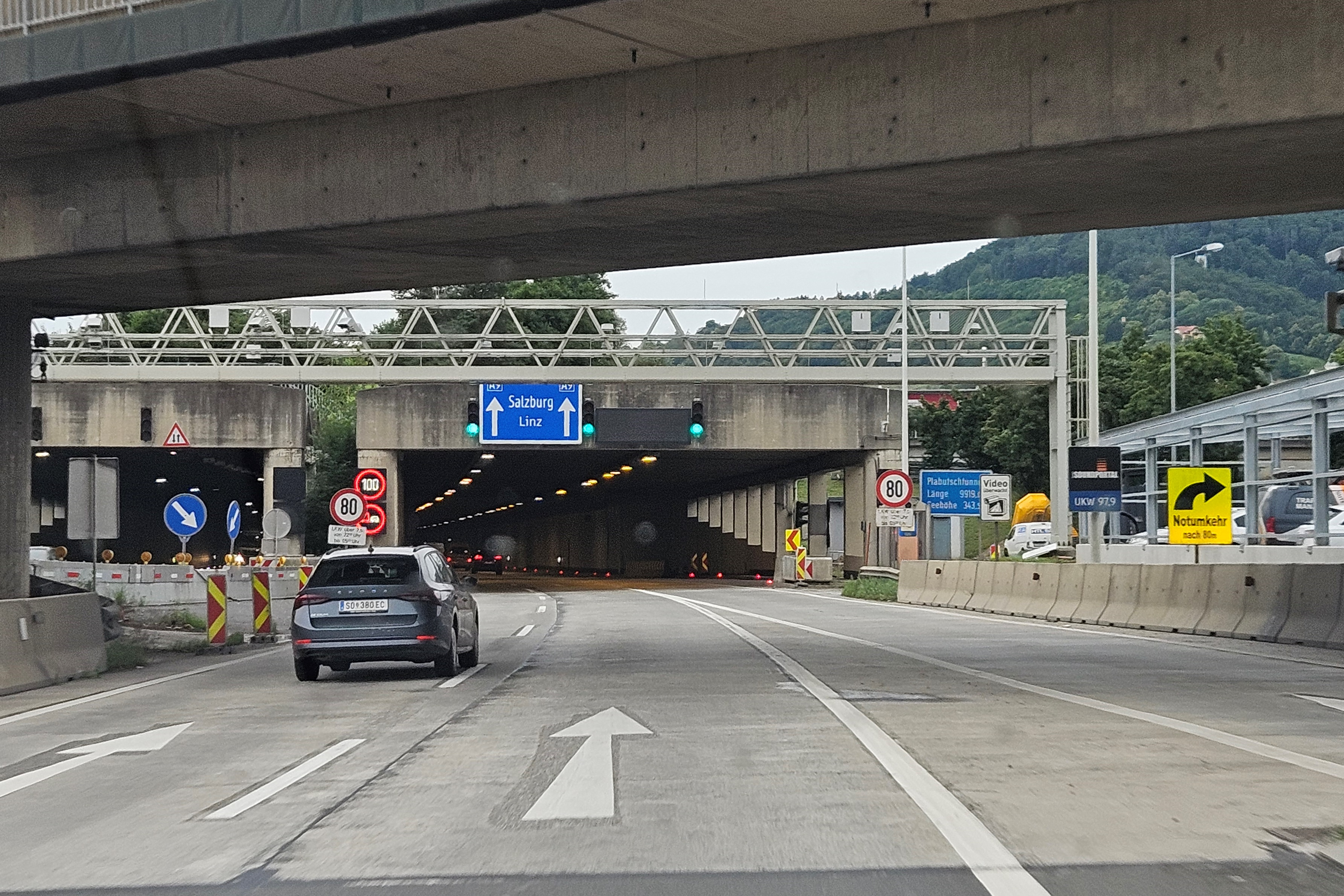
Einfahrt Südportal (2024)

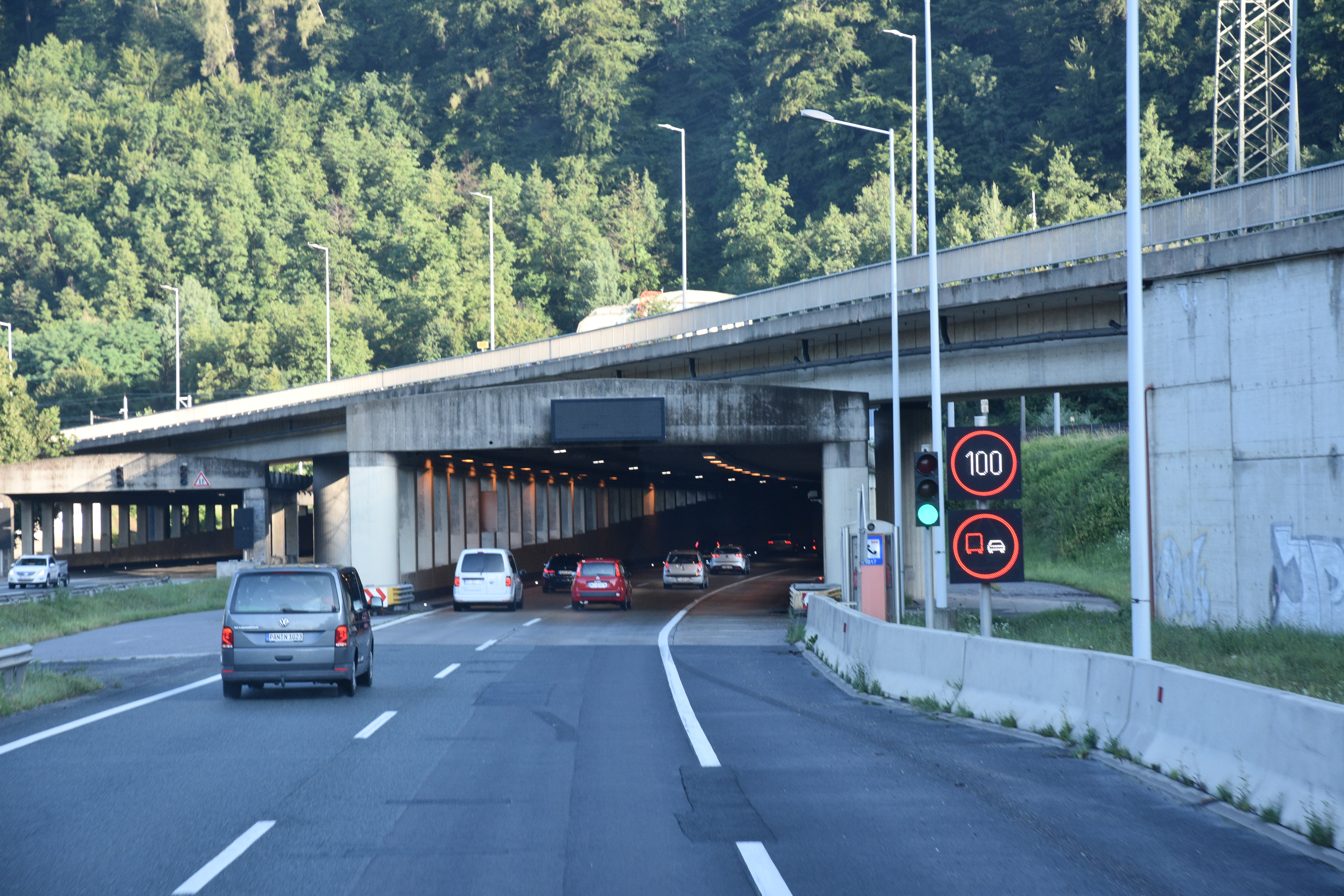
Einfahrt Nordportal (2024)

Um den Plabutschtunnel wieder auf den neuesten Stand zu bringen, wurde der Tunnel von Ende 2017 bis Herbst 2019 saniert. Dabei wurden die bestehenden Sicherheitseinrichtungen erneuert und erweitert. Die Tunnelröhren erhielten 20 zusätzliche Querschläge, von denen drei auch für Einsatzfahrzeuge befahrbar sind. Weiters erhielt der Tunnel das System AKUT, welches ungewöhnliche Geräusche wie Türschlagen oder Schreie erkennt und Alarm schlägt. Nach der Sanierung weist der Tunnel begehbare Querschläge max. alle 350 Meter und befahrbare Querschläge max. alle 1.057 Meter auf. Zusätzlich erhielten beide Röhren eine permanente Ausrüstung für den Gegenverkehrsbetrieb, wodurch längere Umleitungen durch das Grazer Stadtgebiet bei Sperren verhindert werden sollen.
Um die Belastungen für das Straßennetz der Stadt Graz möglichst gering zu halten, erfolgte die Sanierung bei laufendem Betrieb. Für die Bauarbeiten wurde nachts (20:00–5:00 Uhr; manche Sonntage ganztags) eine Röhre gesperrt – der Verkehr wurde während dieser Zeit durch die andere Röhre geleitet. Zur Einrichtung der Verkehrsführung wurde der Verkehr vor dem Tunnel jeweils für etwa 10 Minuten angehalten. Die Überleitung erfolgte mit schwenkbaren Fahrbahntrennern direkt vor den Portalen.
Bis zum Abschluss der Sanierung galt in beiden Röhren ein Tempolimit von 80 km/h, welches auch mittels Section Control überwacht wurde. In der Röhre mit Gegenverkehr war zudem kein Spurwechsel möglich. Seit dem 21. Februar 2020 gilt wieder das alte Tempolimit von 100 km/h.

## Sicherheit
Die Sicherheit der Verkehrsteilnehmer stand bei der Einrichtung des Tunnels im Vordergrund. Er gilt als einer der sichersten Straßentunnels in ganz Europa. Die Tunnelwarte beim Südportal wurde mit der neuesten Technologie, darunter sechs Großflächenmonitoren, ausgestattet. Das Steuerpult ist für eine Zwei-Mannbedienung ausgelegt. Im Regelfall überwacht und steuert jedoch ein Tunnelwart die gesamte Anlage.
Die wichtigsten Tunnel-Sicherheitseinrichtungen im Überblick:
- Die Fahrbahn ist als Betondecke ausgeführt.
- 4 befahrbare Querschläge (Verbindungen von einer Röhre zur anderen) für alle Einsatzfahrzeuge und für allfällige Verkehrsumlegungen.
- 13 zusätzliche begehbare Querschläge, die als Fluchtweg in die Nachbarröhre dienen.
- 2 Notausfahrten: Baiernstraße und Krottendorfer Straße.
- Alle 106 Meter eine Feuerlöschnische (insgesamt 87) sowie Tunnellöschanlagen in allen neun Abstellnischen.
- Alle 212 Meter eine Notrufnische, ausgerüstet mit dem Notruftelefon, zwei Handfeuerlöschern sowie im Frontbereich mit je einer Notruf- und Brandmeldetaste.
- Durchgehende Brandmeldesensorik im Tunnelfahrraum (FibroLaser II).
- Vollquerlüftung mit sechs Lüftungsabschnitten pro Tunnelröhre.
- Je zehn Zu- und Abluftmaschinen.
- 90 Abluftjalousien (zwölf Quadratmeter) im Abstand von 106 Metern, mit denen gezielt über dem Brandherd Rauch abgesaugt werden kann.
- Durchgehende Überwachung mit TV-Kameras (gesteuert über die Tunnelwarte Plabutsch) mit zentraler Bildaufzeichnung und Bildauswertung.
- Tunnelfunk für Einsatzkräfte, Erhaltung sowie Verkehrsfunkversorgung.
- Durchgehende, hell reflektierende vier Meter hohe Beschichtung.
- Helle Lichthöfe zur Unterbrechung der Tunnelmonotonie.
- Bordsteinreflektoren am linken und rechten Fahrbahnrand.
- Verbesserte Fluchtwegorientierungsleuchten, um dem Hilfesuchenden eine empfohlene Fluchtrichtung signalisieren zu können.
- Sicherheitsstromversorgung für die Notbeleuchtung und Fluchtwegorientierungsbeleuchtung sowie für die Steuer- und Überwachungsanlagen.

Die zwei Notausfahrten führen in das Stadtgebiet von Graz: Die nördliche über den Jägersteig in die Baiernstraße (Graz-Eggenberg), die südliche über die Bründlgasse in die Krottendorfer Straße (Graz-Straßgang).

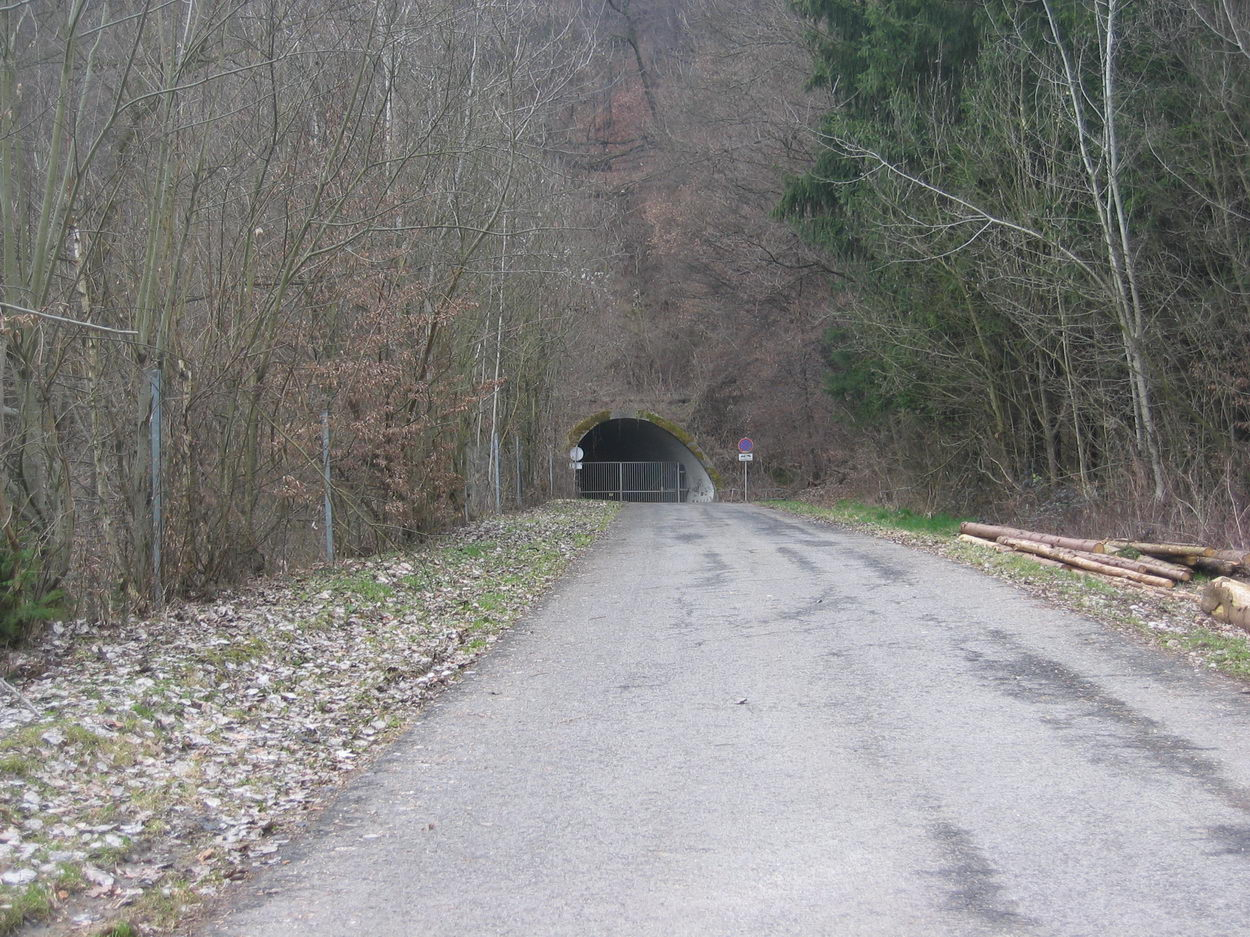
Südliche Notausfahrt, Portal
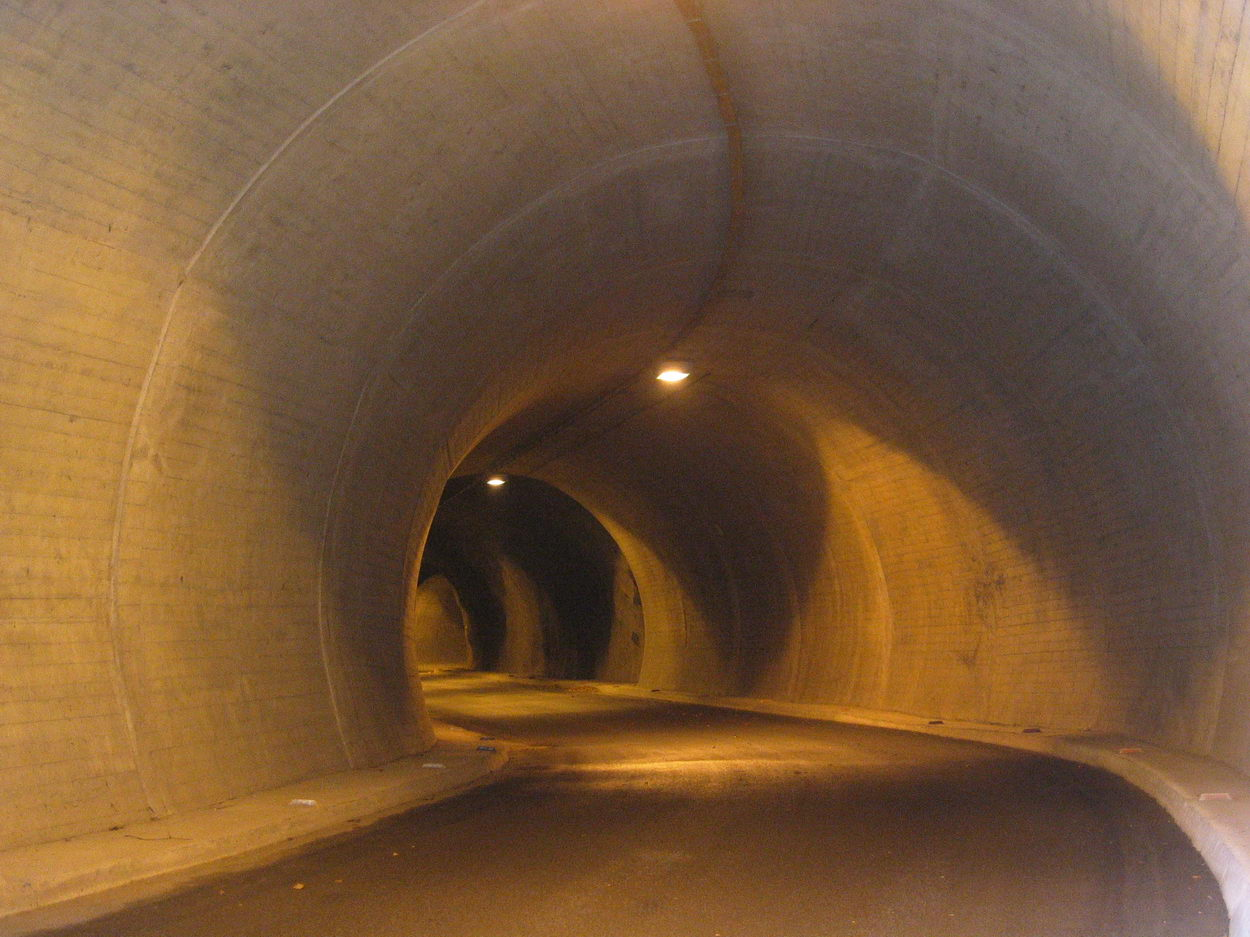
Südliche Notausfahrt, Tunnel
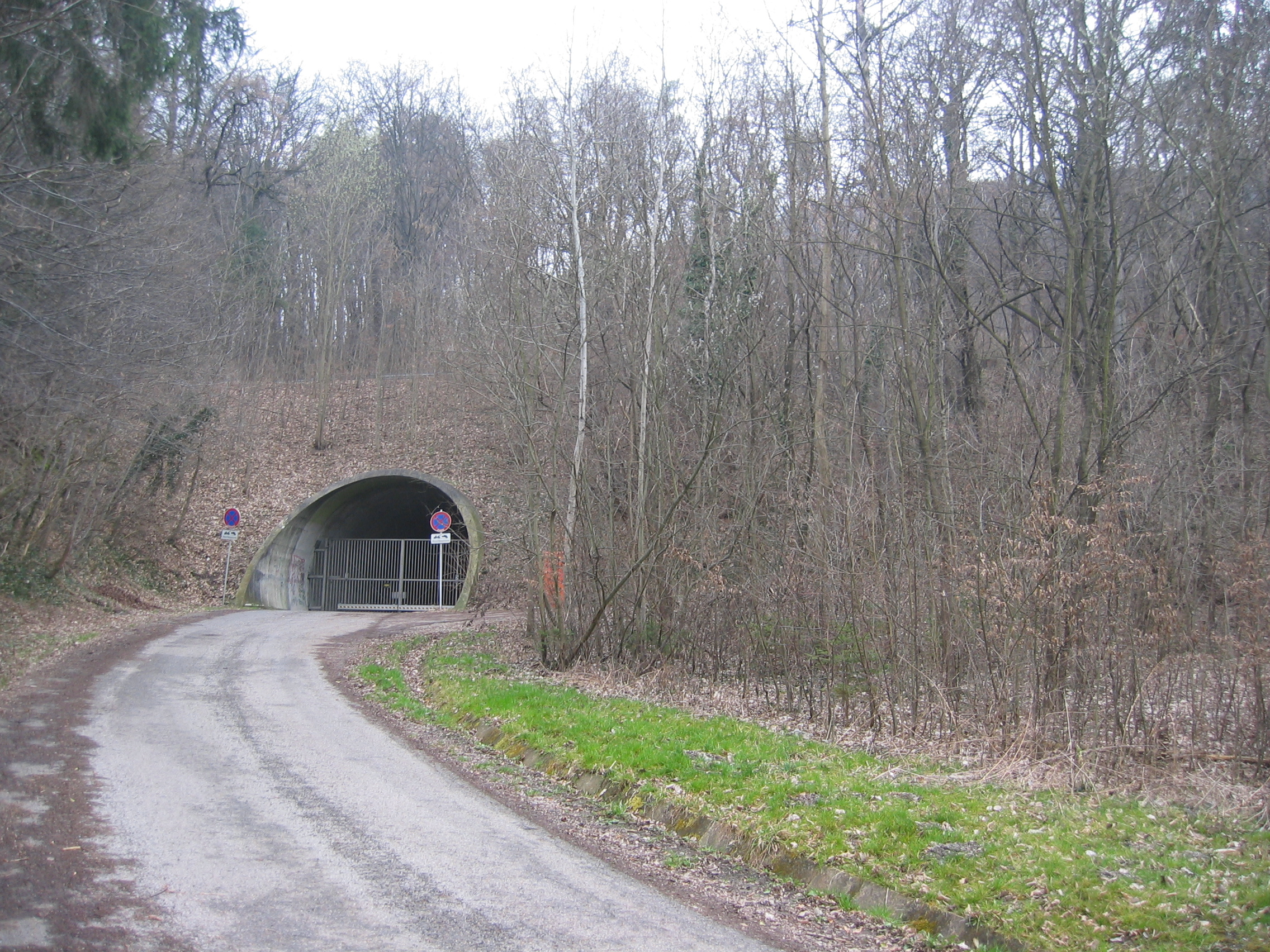
Nördliche Notausfahrt, Portal
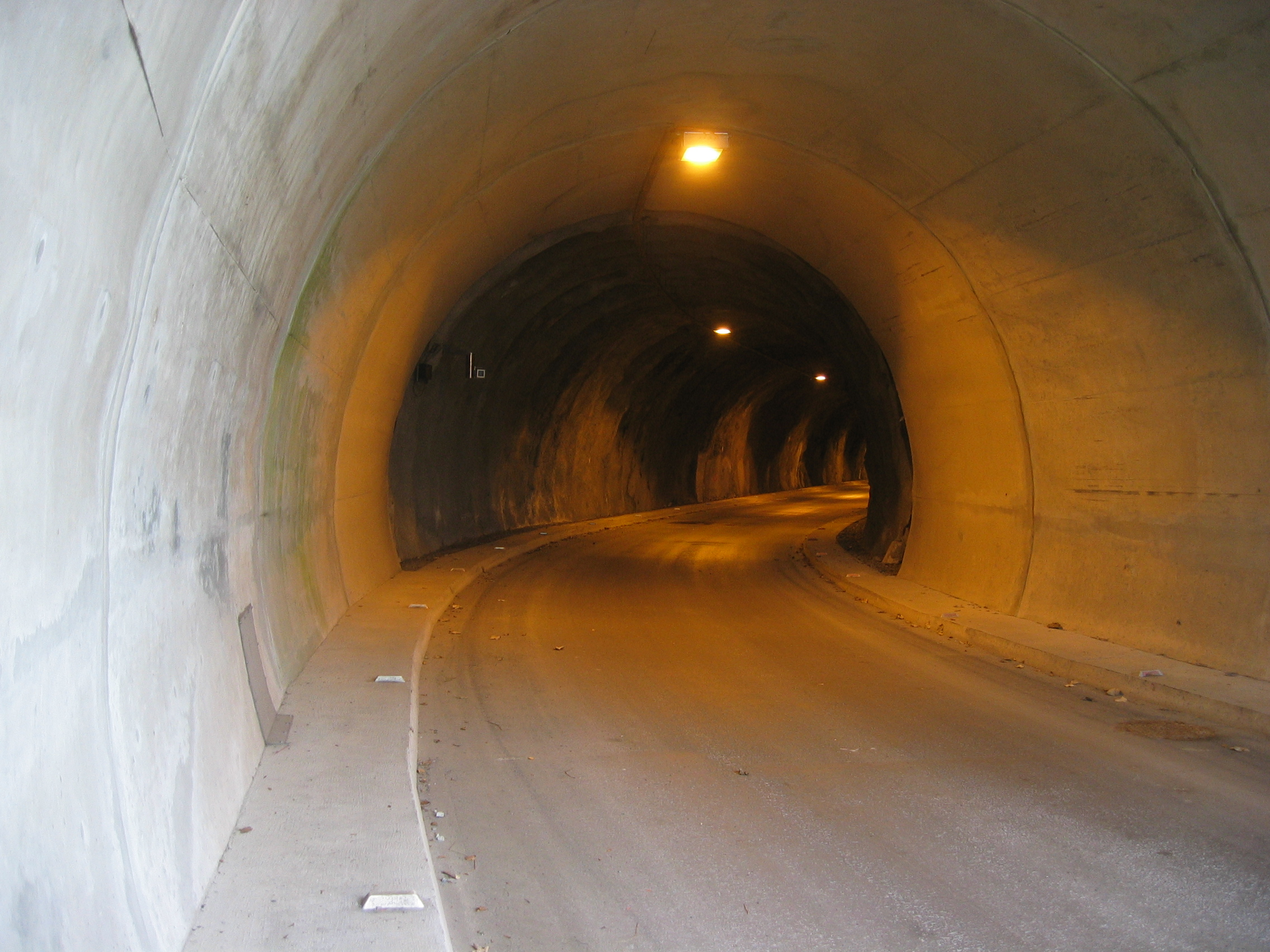
Nördliche Notausfahrt, Tunnel

## Sonstiges
Die Tunnelröhren werden auch als Leitungstrassen genutzt. Etwa führt eine Notwasserleitung für die Versorgung der Ost-, Süd- und Weststeiermark durch die westliche Röhre.
Am 3. Oktober 2011 ging Section-Control für Fahrgeschwindigkeit in Betrieb.
Während des ersten halben Jahres Betrieb gingen Tempoübertretungen von 100 auf 15 pro Tag zurück.